# Fuenterrabía

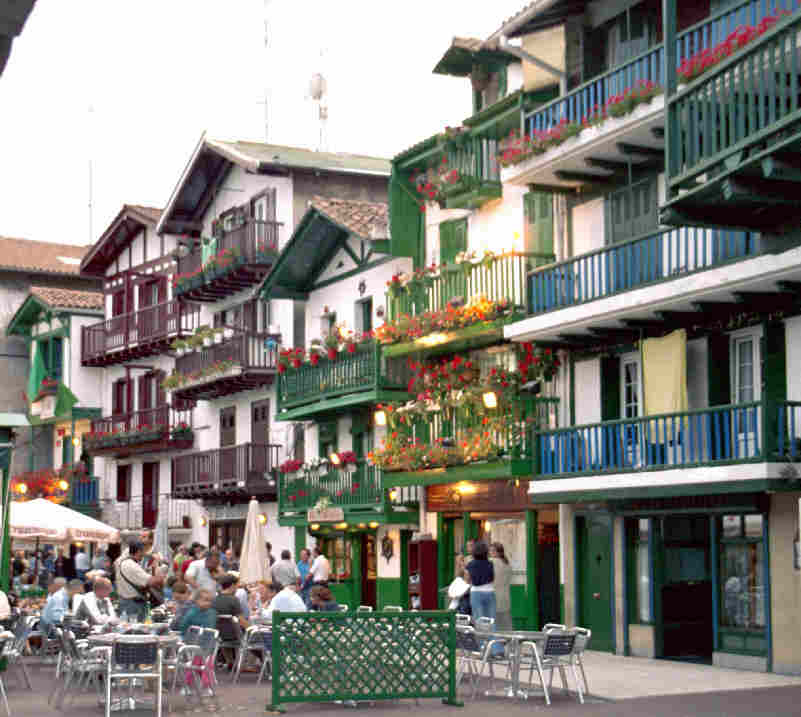
Domy rybackie z Hondarribia

Fuenterrabía (w jęz. baskijskim Hondarribia) – miasteczko położone na zachodnim brzegu rzeki Bidasoa, w Guipúzcoa, w Kraju Basków. Miasto zachowało średniowieczny rynek, mury (XV wiek) i zamek (X wiek). Zabytkowe centrum miasta skupione jest wokół barokowego kościoła Santa Maria de la Asunción. Na zewnątrz kościoła warto zwrócić uwagę na masywne przypory i barokową wieżę, wewnątrz natomiast na złocone retabulum. Przy mieście znajduje się lotnisko miasta San Sebastián, które obsługuje loty krajowe w Hiszpanii. Liczba mieszkańców w 2005: 15,7 tys.
Miasto było w przeszłości ważną twierdzą, z którą wiążą się bitwy rozegrane w latach 1521, 1638 i 1792.